# De droomwereld van Kadath
De droomwereld van Kadath (originele titel The Dream-Quest of Unknown Kadath) is een novelle van de Amerikaanse schrijver H.P. Lovecraft. Het verhaal werd door Lovecraft geschreven in 1927, maar werd tijdens zijn leven nooit gepubliceerd. Pas in 1943 werd het voor het eerst uitgegeven door Arkham House.
Binnen Lovecrafts bibliografie is De droomwereld van Kadath zowel het langste verhaal uit de droomcyclus als het langste verhaal rondom het personage Randolph Carter. Het verhaal combineert elementen van horror en fantasy.

## Inhoud
Drie nachten op rij droomt Randolph Carter over een fantastische stad, maar elke keer wordt hij wakker voor hij deze goed kan bekijken. Carter is bekend genoeg met de droomwereld om de goden aldaar te vragen hem langer toegang tot de stad te verschaffen, maar in plaats daarvan wordt hem geheel de toegang tot de stad ontzegd. Carter besluit naar Kadath af te reizen om de goden persoonlijk te spreken over deze kwestie, hoewel niemand ooit Kadath heeft gezien of bezocht.
Op zijn reis bezoekt Carter meerdere locaties in de droomwereld, waarvan sommige bekend zijn uit eerder verhalen van Lovecraft zoals het plaatsje Ulthar. Hij ontmoet een groep ghouls geleid door Richard Pickman, die hem bij willen staan in zijn zoektocht. Maar lang niet iedereen is gediend van het feit dat Carter Kadath probeert te vinden. Hij wordt meer dan eens tegengewerkt. Zo wordt hij gevangen en bijna uitgeleverd aan de god Nyarlathotep, ontmoet de mysterieuze hogepriester in het klooster op het Plateau van Leng, en moet de Ghouls leiden in een gevecht tegen een leger maanbeesten.
Uiteindelijk komt Carter toch Nyarlathotep tegen, die beweert dat de aardse goden die normaal in Kadath leven nu in de stad uit Carters droom wonen. Deze stad is volgens Nyarlathotep slechts een herinnering uit Carters jeugd aan zijn eigen thuisstad Boston. Nyarlathotep belooft Carter toegang tot de stad om de goden daar terug te halen, maar stuurt hem in werkelijkheid richting Azathoth. Carter beseft op tijd dat hij misleid wordt en besluit terug te keren naar de wakende wereld daar hij nu weet waar zijn droomstad is.

## Inspiratie
Net als Lovecrafts verhaalfragment Azathoth, lijkt De droomwereld van Kadath grotendeels gebaseerd op Vathek, een roman uit 1786 van William Thomas Beckford. Critici als Will Murray en David E. Schultz hebben zelfs gesuggereerd dat Lovecraft met Kadath probeerde het verhaal dat hij met Azathoth begon alsnog af te maken. Ook de werken van Lord Dunsany en Edgar Rice Burroughs lijken van invloed te zijn geweest op het verhaal. Al deze werken bevatten ook droomwerelden of parallelle werelden waar de protagonist naar afreist. Een ander mogelijk inspiratiepunt is L. Frank Baums De tovenaar van Oz.
An H. P. Lovecraft Encyclopedia noemt Nathaniel Hawthornes The Marble Faun en The Great Stone Face als inspiratiebronnen voor Lovecraft.

## Connecties met andere werken van Lovecraft
- Dit is een van in totaal vijf verhalen waarin Randolph Carter de hoofdrol speelt.
- Richard Pickman speelde eerder al mee in het verhaal Pickman's Model. In dat verhaal was hij nog een mens en dienden de ghouls als modellen voor zijn schilderijen.
- De priester Atal speelde eerder mee in De katten van Ulthar (1920) en The Other Gods (1933).
- Nyarlathotep wordt vaak genoemd in verhalen uit de Cthulhu Mythos, maar dit is het enige verhaal van Lovecraft waarin hij daadwerkelijk contact zoekt met een van de personages.
- Carter is in dit verhaal blijkbaar op de hoogte van de gebeurtenissen uit The White Ship.
- Kadath werd eerder al genoemd in The Dunwich Horror.

## Reacties
De droomwereld van Kadath wordt onder fans van Lovecraft met gemengde reacties ontvangen. Sommigen beschouwen het als lastig te lezen en het wordt vaak vergeleken met de Alice-boeken en de fantasieën van George MacDonald.

## Bewerkingen
- Een animatiefilm gebaseerd op het boek ging op 11 oktober 2003 in première tijdens het H. P. Lovecraft Film Festival. De film is een productie van Guerrilla Productions.
- In 2004 bracht componist Cyoakha Grace O'Manion een conceptalbum uit met muziek voor de film.
- De Duitse progressieve-rockband Payne's Gray bracht in 1995 een conceptalbum uit gebaseerd op het verhaal.
- Tussen 1997 en 1999 verscheen een vijf delen tellende stripreeks gebaseerd op het verhaal, getekend door Jason Thompson.
- Er is een videospel voor de ZX Spectrum getiteld The Dream-Quest of Unknown Kadath
- Charles Cuttings gebruikte de plot van het verhaal voor de webcomic The Dream Quest of Randolph Carter.